# Есевон (город)
Есевон (Есван, Хесбан, Хешбон; ивр. חשבון‎; лат. Esebus; араб. حشبون‎) — древний город, упоминаемый в Библии, ныне превращённый в развалины.
Город был расположен между реками Арнон (Эль-Муджиб) и Иавок, в 25 км восточнее устья реки Иордан, географически в современной Иордании и исторически в пределах территорий Аммона и Древнего Израиля. В Библии упоминаются озёра Есевонские, которые сравниваются с глазами невесты (Песн. 7:5).
Первоначально город был во владении моавитян. Затем амореи его завоевали, сделав столицей царства Сигона, царя аморейского (Чис. 21:26—34, Втор. 2:24, 25). Позднее, при Моисее, израильтяне отвоевали его у амореев. Город был отдан колену Рувима (Чис. 32:37) и находился на границах колена Гада (Нав. 13:26). Позднее он стал городом левитов семейства Мерари (Нав. 21:39). После вавилонского пленения Есевон снова перешёл к моавитянам, и в этой связи он упоминается в Библии в предсказаниях бедствий, которые постигнут Моав (Ис. 15:4, Иер. 48:2 и далее).
Город продолжал существовать в течение несколько столетий нашей эры. О нём упоминают Иосиф Флавий, Плиний Старший, Клавдий Птолемей, Иероним Стридонский и другие. Город пришёл в упадок при владычестве мусульман, на что указывают остатки мавританской архитектуры. Развалины Есевона находятся в местности Есван или Хесбан (Hesban).